# Piñel de Abajo
Piñel de Abajo est une commune de la province de Valladolid dans la communauté autonome de Castille-et-León en Espagne.

## Économie
La localité est également vinicole, et fait partie de l'AOC Ribera del Duero.

## Sites et patrimoine
- Église San Pelayo
- Chapelle del Santo Cristo de la Vega

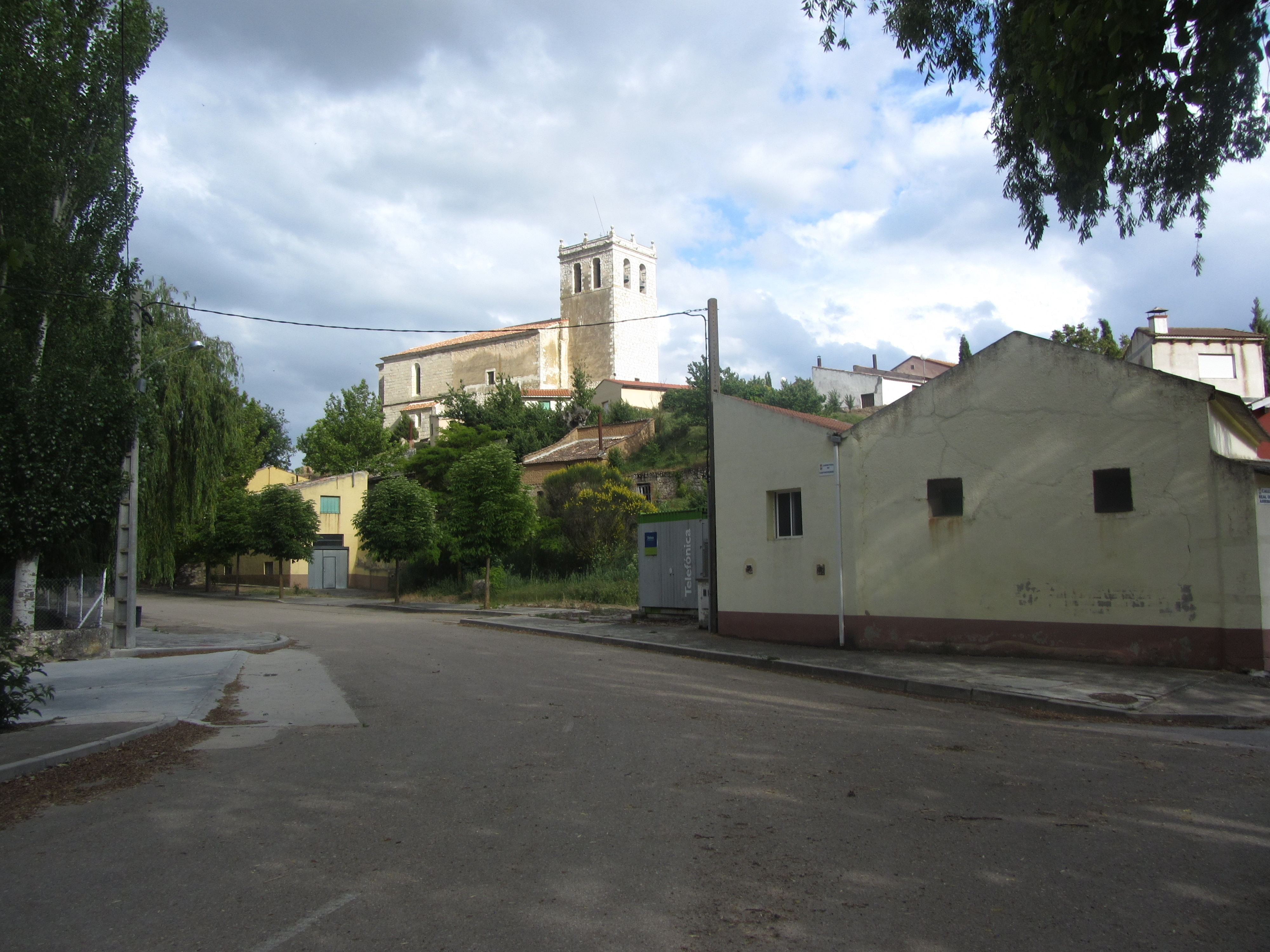
Église San Pelayo.
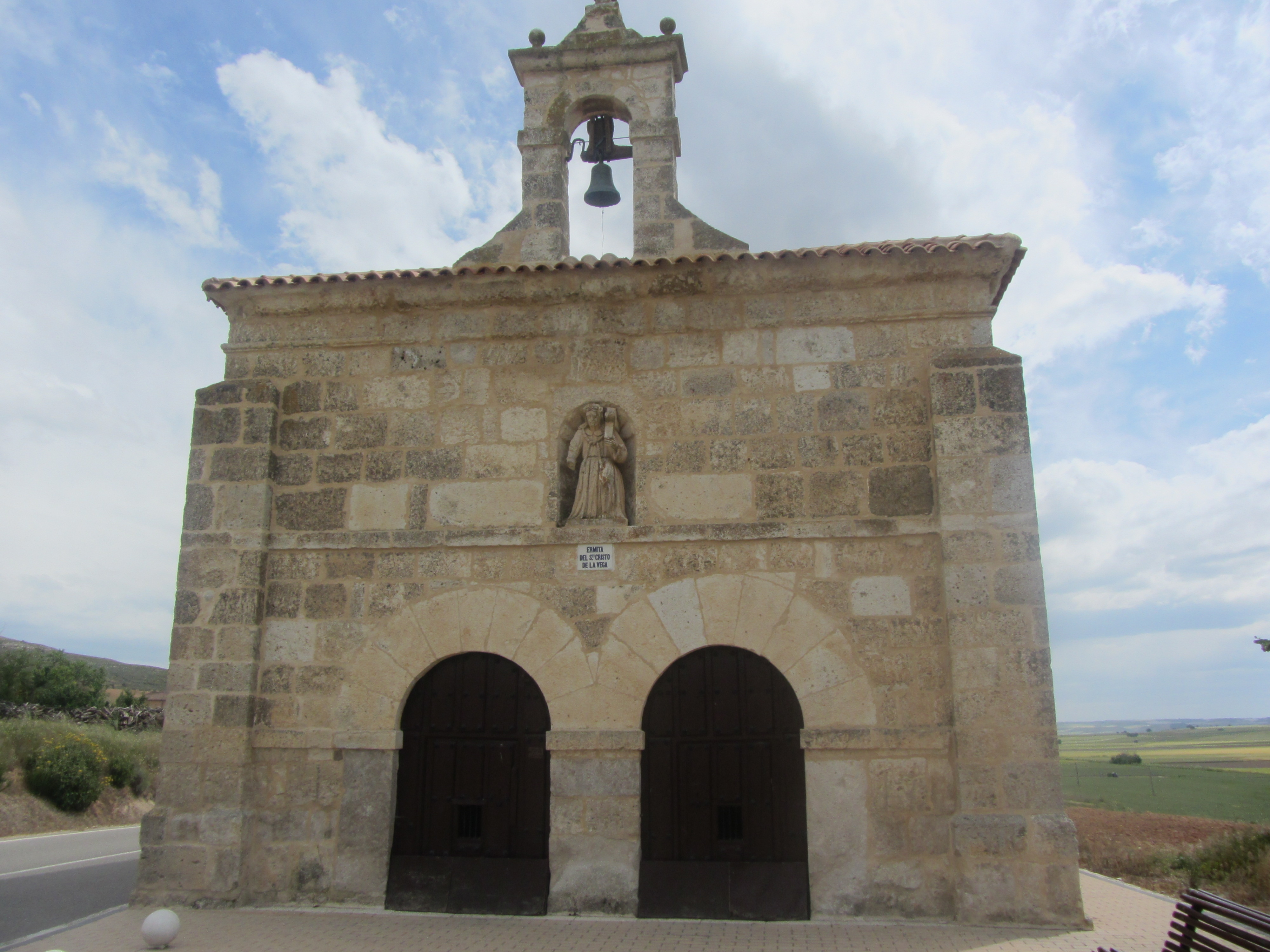
Chapelle del Santo Cristo de la Vega